# Jaal
Pour plus de détails, voir Fiche technique et Distribution.
Jaal (en hindi : जाल) est un film indien réalisé par Guru Dutt, sorti en 1952.

## Fiche technique
- Titre original : जाल
- Titre français : Jaal
- Réalisation : Guru Dutt
- Scénario : Guru Dutt
- Pays d'origine : Inde
- Format : Noir et blanc - 35 mm - Mono
- Genre : musical
- Durée : 165 minutes
- Date de sortie : 1952

## Distribution
- Dev Anand : Tony
- Geeta Bali : Maria
- K.N. Singh : Carlo
- Johnny Walker :
- Purnima : Lisa
- Ram Singh : Simon